# سیارک ۷۶۸۰
سیارک ۷۶۸۰ (به انگلیسی: 7680 Cari، نامگذاری:1996HB) هفت هزار و ششصد و هشتادمین سیارک کشف شده‌است که در ۱۶ آوریل ۱۹۹۶ کشف شد.
قدر مطلق سیارک برابر ۱۳٫۱۰ است.